# Tomasz Kucz
Tomasz Kucz (* 6. Juli 1999 in Warschau) ist ein polnischer Fußballspieler. Er entstammt der Jugend zweier Warschauer Vereinen und eines deutschen Klubs. In seiner Herrenkarriere spielte er bisher in Deutschland und der Slowakei. Aktuell spielt er für die zweite Mannschaft des portugiesischen Vereins Vitória Guimarães in der drittklassigen Campeonato Nacional de Seniores.

## Karriere
Tomasz Kucz begann seine Karriere im Alter von sechs oder sieben Jahren als Verteidiger. Als er in die Jugend von Drukarz Warschau aufgenommen wurde, verfügte seine Mannschaft über keinen Torhüter, wodurch man ihn auf diese Position setzte. Nach fünf Jahren wechselte er zu Polonia Warschau. 2015 wurde er vom deutschen Bundesligisten Bayer 04 Leverkusen für dessen Jugend verpflichtet. Kucz wurde schließlich für die Saison 2018/19 in den Kader der ersten Mannschaft aufgenommen und war dort als vierter Torhüter vorgesehen. Durch die Verletzungen von Lukáš Hrádecký und Thorsten Kirschbaum wurde er in den Kader für das erste Bundesligaspiel der Saison gegen Borussia Mönchengladbach am 25. August 2018 als Ersatztorhüter für Ramazan Özcan berufen. Bei der 0:2-Auswärtsniederlage kam er nicht zum Einsatz. Durch die Genesung der beiden anderen Torhüter in der Folgezeit fand Kucz in den restlichen Pflichtspielen der Hinrunde keine Berücksichtigung mehr.
Am 23. Januar 2019 einigten sich Bayer 04 Leverkusen und der slowakische Erstligist DAC Dunajská Streda auf ein Leihgeschäft für Kucz bis zur Mitte des Jahres. Er traf dort auf den Cheftrainer Peter Hyballa, der Kucz bereits von 2015 bis 2016 während dessen Zeit in der Leverkusener A-Jugend trainiert hatte. Kucz übernahm nach seiner Verpflichtung die Position des ersten Ersatztorhüters der Mannschaft und stand stets im Spieltagskader des Vereins. Am 11. Mai absolvierte er sein erstes Pflichtspiel im Herrenbereich bei der 3:4-Heimniederlage in den Meisterschafts-Play-offs gegen den SKF Sered. Dabei wurde er in der Startformation aufgeboten und während des gesamten Spiels eingesetzt. Er musste drei Gegentore in der ersten und eines in der zweiten Halbzeit hinnehmen.
Am 31. Juli 2019 wurde Kucz’ Vertrag mit Bayer 04 Leverkusen in beiderseitigem Einvernehmen aufgelöst. Nach über einem Monat Vereinslosigkeit unterschrieb er Anfang September einen Vertrag mit einer Laufzeit bis Mitte 2022 beim portugiesischen Verein Vitória Guimarães. Kucz wird dort für die zweite Mannschaft in der drittklassigen Campeonato Nacional de Seniores eingesetzt.

## Persönliches
Kucz wurde 1999 in der polnischen Hauptstadt Warschau geboren. Er hat eine Schwester. Sein Vater ist Soldat bei den Polnischen Streitkräften. Neben dem Polnischen spricht Kucz ebenfalls Deutsch und Englisch sowie verfügt über Grundkenntnisse in Slowakisch.